# نیزه‌ماهی سیاه
نیزه‌ماهی سیاه (نام علمی: Istiompax indica) نام یک گونه از تیره نیزه‌ماهی است.